# Vouzy
Vouzy ist eine französische Gemeinde mit 296 Einwohnern (Stand 1. Januar 2022) im Département Marne in der Region Grand Est (vor 2016 Champagne-Ardenne). Sie gehört zum Arrondissement Épernay (bis 2017 Arrondissement Châlons-en-Champagne) und zum Kanton Vertus-Plaine Champenoise. 

## Lage
Die Gemeinde Vouzy liegt etwa 22 Kilometer westlich von Châlons-en-Champagne am Fluss Somme-Soude. An der nordwestlichen Gemeindegrenze verläuft sein Zufluss Berle. Umgeben wird Vouzy von den Nachbargemeinden Villeneuve-Renneville-Chevigny im Norden und Westen, Rouffy im Norden, Saint-Mard-lès-Rouffy im Norden und Nordosten, Pocancy im Osten und Nordosten, Vélye im Süden und Südosten sowie Chaintrix-Bierges im Süden.

## Bevölkerungsentwicklung
| Jahr                       | 1962 | 1968 | 1975 | 1982 | 1990 | 1999 | 2006 | 2011 | 2018 |
| -------------------------- | ---- | ---- | ---- | ---- | ---- | ---- | ---- | ---- | ---- |
| Einwohner                  | 189  | 203  | 201  | 212  | 218  | 254  | 303  | 310  | 292  |
| Quellen: Cassini und INSEE |      |      |      |      |      |      |      |      |      |

## Sehenswürdigkeiten
- Kirche Saint-Martin aus dem 19. Jahrhundert

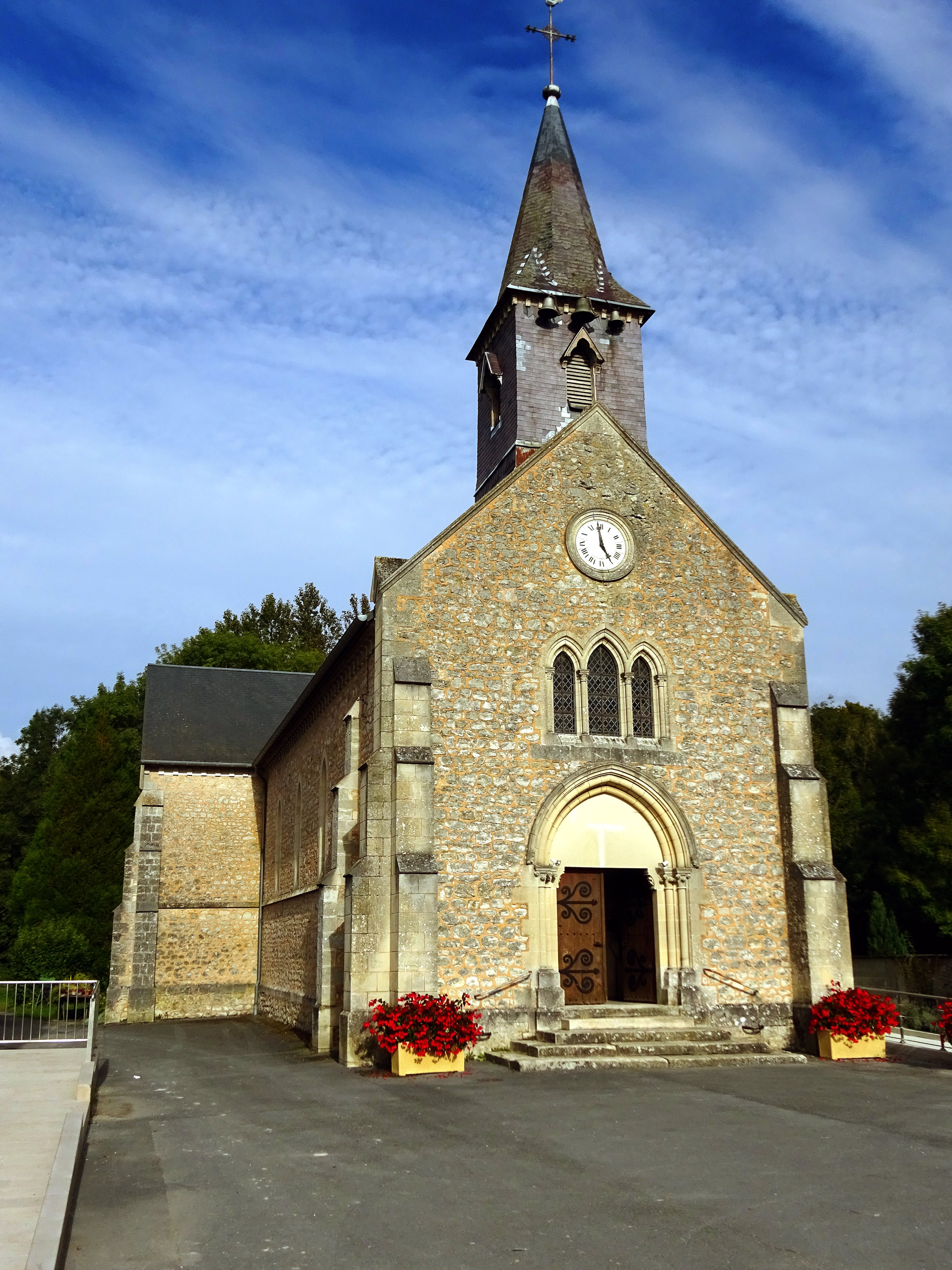
Kirche Saint-Martin

- Schloss Vouzy